# Yosemite Valley
Yosemite Valley és una concentració de població designada pel cens dels Estats Units a l'estat de Califòrnia. Segons el cens del 2000 tenia 265 habitants.

## Demografia
Segons el cens del 2000, Yosemite Valley tenia 265 habitants, 104 habitatges, i 50 famílies. La densitat de població era de 48,5 habitants/km².
Dels 104 habitatges en un 27,9% hi vivien nens de menys de 18 anys, en un 43,3% hi vivien parelles casades, en un 2,9% dones solteres, i en un 51% no eren unitats familiars. En el 44,2% dels habitatges hi vivien persones soles l'1% de les quals corresponia a persones de 65 anys o més que vivien soles. El nombre mitjà de persones vivint en cada habitatge era de 2,02 i el nombre mitjà de persones que vivien en cada família era de 2,9.
Per edats la població es repartia de la següent manera: un 20% tenia menys de 18 anys, un 7,2% entre 18 i 24, un 50,9% entre 25 i 44, un 20% de 45 a 60 i un 1,9% 65 anys o més.
L'edat mediana era de 36 anys. Per cada 100 dones de 18 o més anys hi havia 178,9 homes.
La renda mediana per habitatge era de 58.393 $ i la renda mediana per família de 61.750 $. Els homes tenien una renda mediana de 48.542 $ mentre que les dones 24.524 $. La renda per capita de la població era de 28.414 $. Cap de les famílies estaven per davall del llindar de pobresa.

## Poblacions més properes
El següent diagrama mostra les poblacions més properes.